# Михајло Аладић
Михајло Аладић (Стари Футог, Нови Сад, 29. септембар 1900 — Нови Сад, 4. јул 1964) је био добровољац из Војводине у Шпанском грађанском рату.

## Биографија
У периоду 1929—1932. године био на раду у Француској, а затим се вратио у Југославију. У Шпанију је кренуо 25. октобра 1937, али се све до 12. марта 1938. задржао у Француској. Потом се пребацио у Шпанију. Био је војник у батаљону Дивизионарио, 45. дивизија. У овој јединици остао на фронту све до 12. фебруара 1939. По повлачењу Шпанске републиканске армије у Француску интерниран у логор Аржеле, потом у Гирс. У Нови Сад се вратио 1940. године. За време Другог светског рата се није ангажовао.
Пензионисан 1952, а умро 4. јула 1964. у Новом Саду.